# Dinar jordanien
Pour les articles homonymes, voir Dinar.
Le dinar jordanien est la monnaie officielle du Royaume de Jordanie.

## Historique
Cette monnaie qui a été créée depuis 1950, est divisé en 100 qirsh (également appelé piastres) ou 1 000 fils. Le dinar jordanien circule également en Cisjordanie, avec le shekel israélien.

## Change
Le 7 juillet 2022, il s'échange sur la base de 1,39 euro pour 1 dinar.
C'est l'une des sept monnaies dont le taux de change est supérieur à 1 euro pour une unité monétaire.
Les autres sont par ordre décroissant de valeur : 
- le Dinar koweïtien - KWD : 3,20 €
- le Dinar bahreïnien - BHD : 2,61 €
- le Rial omanais - OMR : 2,56 €
- la Livre sterling -            GBP : 1,16 €
- le Dollar des îles Caïmans -     KYD : 1,18 €[2]
- le Franc suisse - CHF : 1,01 €

Le 9 septembre 2024, il s'échange sur la base de 0,7824 dinar pour 1 euro.